# Кундюмы
Кундю́мы (кундюбки, кундумцы) — старинное русское блюдо XVI века, представляющее собой своего рода пельмени с грибной начинкой. Тесто для кундюмов замешивается на растительных маслах (подсолнечном или маковом) и горячей воде и представляет собой, таким образом, сочетание заварного и вытяжного теста. 
Начинка может быть приготовлена как из свежих, так и из сухих грибов в сочетании с крупой (гречневой, рисом) и пряностями. В отличие от пельменей, кундюмы не отваривают, а вначале пекут, затем томят в духовке.